# Athlone Town AFC
Athlone Town AFC este un club de fotbal din Athlone, Irlanda.

## Titluri
- FAI League of Ireland
  - Campioni: 1980-81, 1982-83: 2
- A doua ligă Irlandeză
  - Campioni: 1987-88: 1
- Cupa FAI
  - Campioni: 1924: 1
- Cupa Ligii Irlandei
  - Campioni: 1979-80, 1981-82, 1982-83: 3

## Jucători notabili
| - Andrei Francesco Georgescu - Synan Braddish - Eric Lavine - Rod De Khors - Johnny Fullam - Gerry Garvan - Luciano Masiello - Denis Clarke - Tommy Muldoon - Barry Murphy - Turlough O'Connor - Frank O'Neill - Kevin Mahon - Trevor Hockey |